# Viết trị liệu

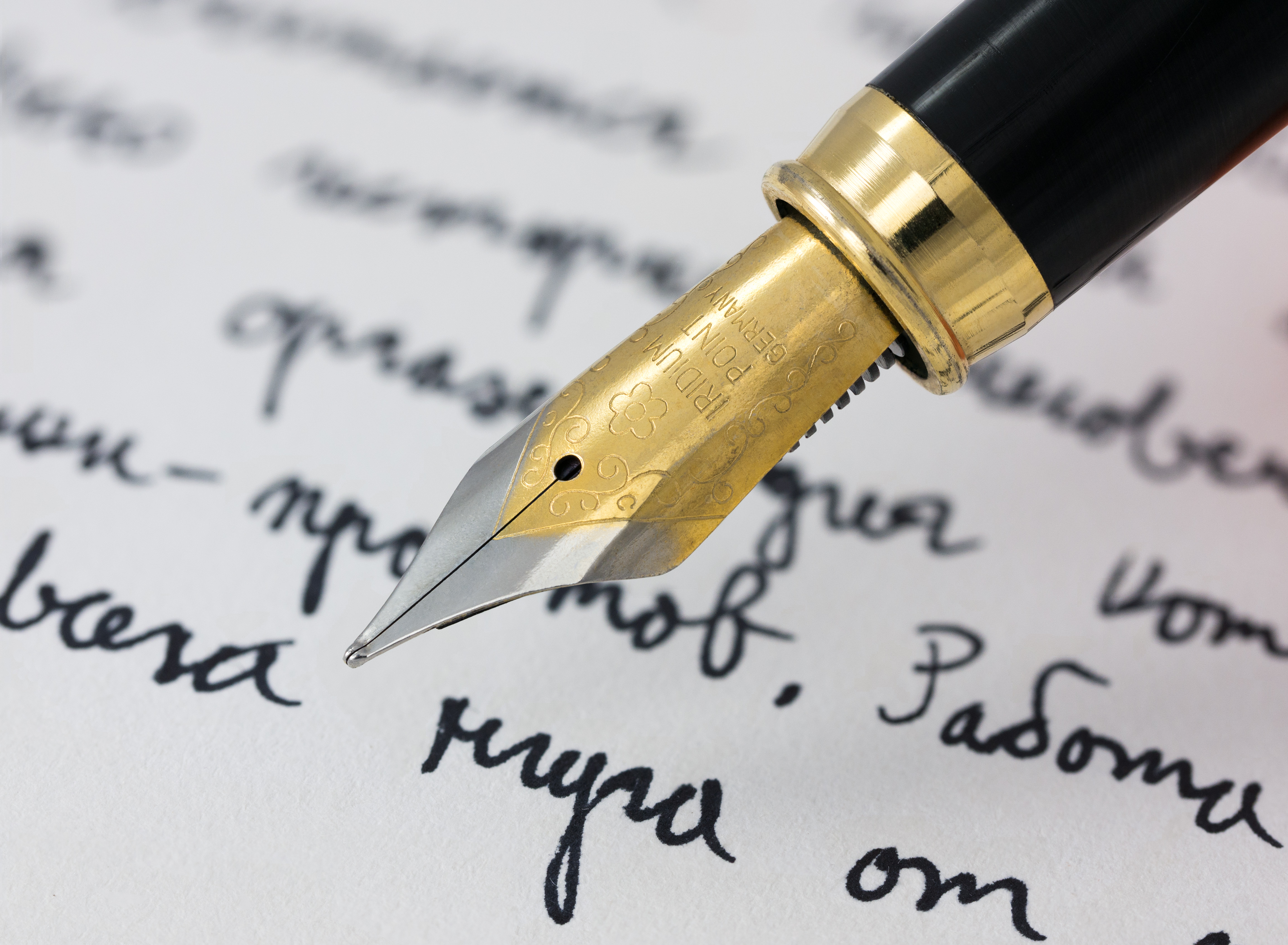
Viết trị liệu; giúp giải tỏa căng thẳng và cảm xúc, cũng cố sự tự chủ và nắm bắt tình huống sau khi những từ ngữ được truyền đi trên trang giấy.

Viết trị liệu là một dạng của liệu pháp biểu cảm sử dụng hành vi viết và xử lý chữ viết như một cách để điều trị. Viết trị liệu cho rằng khi một người viết ra cảm xúc của mình sẽ giúp làm giảm những tổn thương trong tình cảm. Viết trị liệu có thể được tiến hành riêng tư hoặc trong một nhóm và có thể được quản lý trực tiếp bởi một nhà trị liệu hoặc từ xa thông qua gửi thư hoặc Internet.
Lĩnh vực viết trị liệu được thực hiện trong nhiều ngành nghề ở nhiều môi trường khác nhau. Những người đứng đầu nhóm viết trị liệu làm việc trong các bệnh viện nhằm giúp đỡ bệnh nhân đối phó với những về bệnh tâm thần và thể chất. Trong các khoa trường đại học, viết trị liệu hỗ trợ sinh viên tự nhận thức và tự phát triển bản thân. Khi được quản lý từ xa, sẽ hữu ích cho những người muốn ẩn danh và không sẵn sàng tiết lộ ra những suy nghĩ hay lo lắng thầm kín nhất của họ trong tình huống mặt đối mặt.
Như hầu hết các hình thức trị liệu, viết trị liệu được điều chỉnh cho phù hợp với lĩnh vực tâm thần, bao gồm mất người thân, bị bỏ rơi và lạm dụng chất gây nghiện. Một ví dụ về phương pháp trị liệu, tại các lớp học nơi học viên viết về các chủ đề cụ thể được lựa chọn bởi nhà trị liệu hoặc cố vấn của họ. Nhiệm vụ có thể bao gồm viết thư chưa gửi cho những người được chọn, còn sống hoặc đã chết, sau đó là những hồi đáp giả định từ người nhận.